# Selaginella lineariformis
Selaginella lineariformis är en mosslummerväxtart som beskrevs av Jermy. Selaginella lineariformis ingår i släktet mosslumrar, och familjen mosslummerväxter. Inga underarter finns listade i Catalogue of Life.